# Саксонска Швейцария
Саксонска Швейцария (на немски: Sächsische Schweiz) е историко-географска област и национален парк в провинция Саксония, Източна Германия.
Разположена е в част от планината Ерцгебирге, югоизточно от Дрезден и на границата с Чехия, от другата страна на която се намира областта Бохемска Швейцария.
Саксонска Швейцария е популярна сред скалните катерачи със своите около 1000 откоса за катерене.